# Carnobacterium
Carnobacterium ist eine Gattung von Milchsäurebakterien. Sie ist der Gattung Lactobacillus ähnlich, unterscheidet sich jedoch im Wachstum auf Acetat-Medium: Carnobacterium zeigt auf solchen Medien kein Wachstum. Es handelt sich um Gram-positive, Katalase-negative, Stäbchen, die keine Sporen bilden.
Die beiden Spezies Carnobacterium divergens und Carnobacterium maltaromaticum werden häufig aus Umwelt und Lebensmitteln isoliert. Bakterien der Gattung Carnobacterium können Gefrieren und Auftauen sowie hohe Drücke tolerieren, bei niedriger Temperatur, anaerob auch bei erhöhten CO2-Konzentrationen wachsen. Mitglieder der Gattung Carnobacterium können sowohl Lebensmittel verderben als auch als Schutzkultur eingesetzt werden. In Aquakultur werden sie teils als Probiotika eingesetzt. Einige Carnobacterium Spezies sind Antagonisten zu Pathogenen in Fisch.